# دویانی شوبال
دِویانی شوبال (به انگلیسی: Devyani Chaubal) (۱۹۴۲–۱۳ ژوئیه ۱۹۹۵) یک روزنامه‌نگار و ستون‌نویس زن هندوستانی بود. شهرت او بیش از همه ناشی از ستونی است که در یکی از دوهفته‌نامه‌های بالیوود به نام Star and Style در طی دهه‌های ۱۹۶۰ و ۷۰ میلادی می‌نوشت. او همچنین با هفته‌نامه Eve's نیز کار می‌کرد.
او اولین خبرنگاری بود که راجش خانا را در نشریه Star and Style سوپراستار خواند.

## زندگی‌نامه
او در خانواده‌ای ثروتمند در مهاراشترا متولد شد و پدرش یک وکیل دعاوی موفق و خوشنام در بمبئی بود. شوبال خبرنگاری بود که بیشتر به حاشیه زندگی هنرمندان می‌پرداخت و از جملهٔ اولین خبرنگاران فیلم در هند به شمار می‌رفت که قلمی زهرآگین داشت و در ستون‌های خود به تعریض و کنایه سخن می‌گفت. تا پیش از ظهور او، خبرنگاری سینما در هند تا حد زیادی از تهمت و حاشیه به دور مانده بود. او در یک مجلهٔ معروف فیلم به نام Star & Style قلم می‌زد.
نوشته‌های او از اعتبار زیادی برخودار بود و مطالب «حاشیه‌ای»اش (که در ستونی با عنوان «رُک و پوست‌کنده» (Frankly Speaking) منتشر می‌شد) به چشم منبعی معتبر نگریسته می‌شد و مورد پیگیری قرار می‌گرفت. این ستون در هفته‌نامه Eve's نیز منتشر می‌شد.
شوبال نخستین کسی بود که هنگلیش را با به کار بردن واژگانی همچون badans (bodies) وkachra (garbage) در نوشته‌های خود مورد استفاده قرار داد. شوبا ده (Shobha De) نیز در همان زمان شروع به استفاده از عناصر هنگلیش در رمان‌هایش کرد.
شوبال در سال ۱۹۸۵ دچار فلج ناشی از سکته مغزی گردید که او را در ابتدا بر روی صندلی چرخدار و پس از آن در بستر زمین‌گیر کرد. با این وجود این، او تا حدود سن ۵۳ سالگی و هنگام مرگ همچنان به نوشتن ستون خود ادامه داد.